# 長野統括センター
長野統括センター（ながのとうかつセンター）は、東日本旅客鉄道（JR東日本）長野支社の駅・運転士・車掌を所管する組織である。
2024年3月16日に長野営業統括センターに、長野総合運輸区を統合して発足。

## 所管

### 駅
- 長野駅 - 所長所在駅
- 軽井沢駅
- 佐久平駅
- 上田駅
- 飯山駅

※ 上記は直営駅（有人駅）のみ記載
- 信越本線 : 篠ノ井駅 - 長野駅間
- 篠ノ井線 : 姨捨駅 - 篠ノ井駅間
- 飯山線 : 豊野駅 - 森宮野原駅間

### 乗務ユニット
- 長野駅構内に設置（旧長野総合運輸区）
- 担当線区（運転士・車掌）
  - 北陸新幹線 : 東京駅 - 上越妙高駅間(長野 - 上越妙高間は区間列車のみ)
  - 信越本線 : 篠ノ井駅 - 長野駅間
  - 篠ノ井線 : 篠ノ井駅 - 塩尻駅間
  - 中央東線 : 塩尻駅 - 甲府駅間、岡谷駅 - 辰野駅  塩尻駅間
  - 飯山線 : 豊野駅 - 越後川口駅間
  - しなの (列車)
  - 臨時列車 : おいこっと、リゾートビューふるさと、ナイトビュー姨捨、四季島 (運転士のみ)、カシオペア紀行
  - 北しなの線 - 長野駅 - 豊野駅間、飯山線直通列車

## 歴史
- 2022年10月1日 - 長野営業統括センター（長野、軽井沢、佐久平、上田、飯山の各駅の統合）が発足。
- 2024年3月16日 - 長野営業統括センターに、長野総合運輸区を統合し、長野統括センター発足。長野営業統括センター、長野総合運輸区を廃止する。

| スタブアイコン | サブスタブ | この項目は、まだ閲覧者の調べものの参照としては役立たない、鉄道に関連した書きかけの項目です。この項目を加筆・訂正などしてくださる協力者を求めています（P:鉄道/PJ:鉄道）。 |